# Franz Markhoff

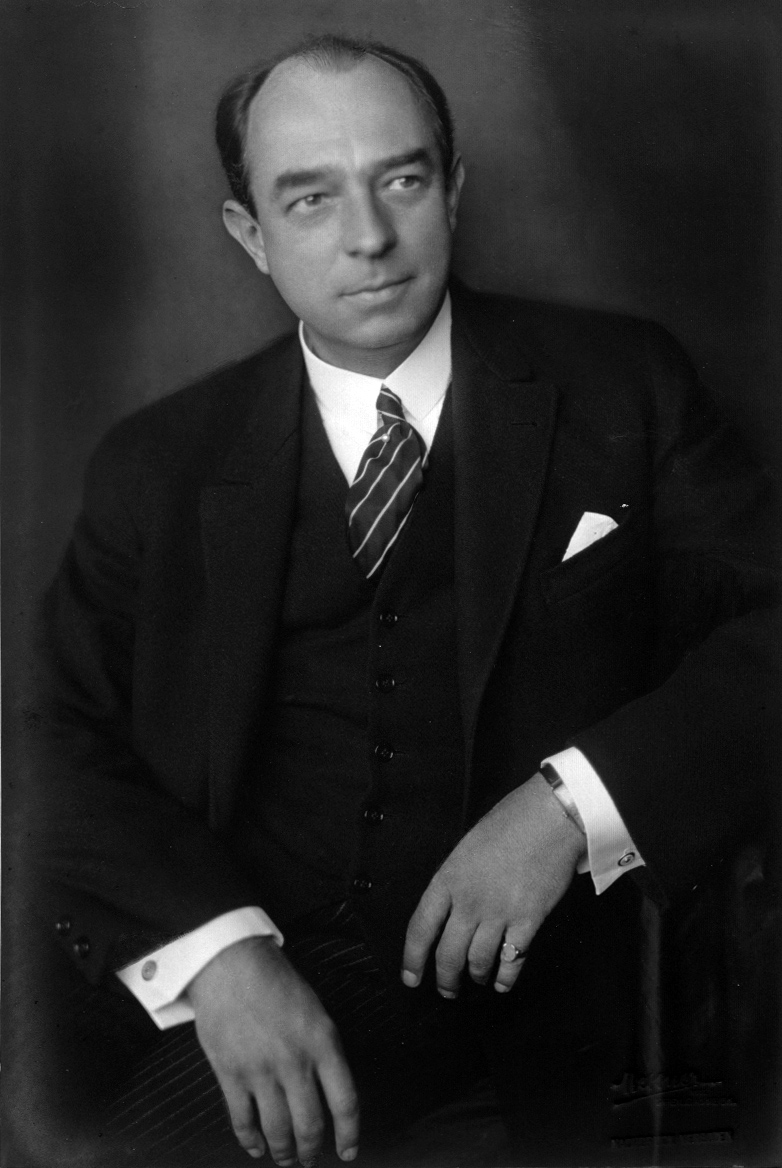
Franz Hofbauer-Markhoff. Aufnahme: Atelier Irene Messner, Wien (1925)

Franz Markhoff eigtl. Franz Hofbauer (18. Juni 1880 in Wien – 18. Jänner 1964 ebenda) war ein österreichischer Opernsänger (Bass).

## Leben
Nach seiner Ausbildung in Wien trat Markhoff zuerst als Konzertsänger auf und wurde von Hans Gregor 1911 an die Wiener Hofoper, später Staatsoper, verpflichtet. Da es bereits ein Ensemblemitglied mit Namen Hofbauer (wohl Rudolf Hofbauer) gab, musste er seinen Namen ändern und entschied sich für Markhoff. Er wirkte an weit über 600 Vorstellungen mit, unter anderem auch an der ersten deutschsprachigen Aufführung von Janáčeks Jenůfa (1918) und an der Uraufführung der Bakchantinnen von Egon Wellesz (1931). Bis zum Ende der Spielzeit 1936 blieb Markhoff Mitglied des Staatsoper.
Richard Strauss verpflichtete den Sänger an die Salzburger Festspiele, bei denen er von 1922 bis 1930 mitwirkte. Markhoff sang bei der ersten Opernaufführung der Festspiele am 14. August 1922 den Komtur im Don Giovanni, eine Rolle, die ihm bis 1930 erhalten blieb. Er trat aber auch als Bartolo in Le nozze di Figaro (1925 und 1927), als Sprecher in der Zauberflöte (1928), als Don Fernando im Fidelio (1927–29), sowie in kleineren Partien der Strauss-Opern Ariadne auf Naxos und Der Rosenkavalier auf. Auch war er mehrfach Vokalsolist in Salzburger Festspielkonzerten, vor allem in Sakralwerken, die im Salzburger Dom aufgeführt wurden.
1924 verkörperte er als Gast am Royal Opera House Covent Garden in London den Hunding in der Walküre. 1928 gastierte Markhoff mit der Wiener Staatsoper an der Grand Opéra in Paris und sang dort erneut Komtur, Bartolo, Hunding und Don Fernando. Als Glanzrollen des Künstlers gelten der Sarastro (Zauberflöte) und der Gurnemanz im Parsifal.
Nach Ende seiner Bühnenkarriere unterrichtete Markhoff in Wien. Schallplattenaufnahmen sind nicht bekannt, es bestehen jedoch Mitschnitte aus Aufführungen der Staatsoper – als Fasolt im Rheingold und als Biterolf in Fragmenten des Tannhäuser.
Er war mit der Wiener Malerin Marianne Markhoff-Hofbauer, geb. Korab v. Mühlström verheiratet, das Paar lebte in der Belevederegasse 7 im 4. Wiener Gemeindebezirk.
Sein Grab befand sich auf dem Hietzinger Friedhof in Wien, es wurde 2015 von der Friedhofsverwaltung geschleift.

## Galerie

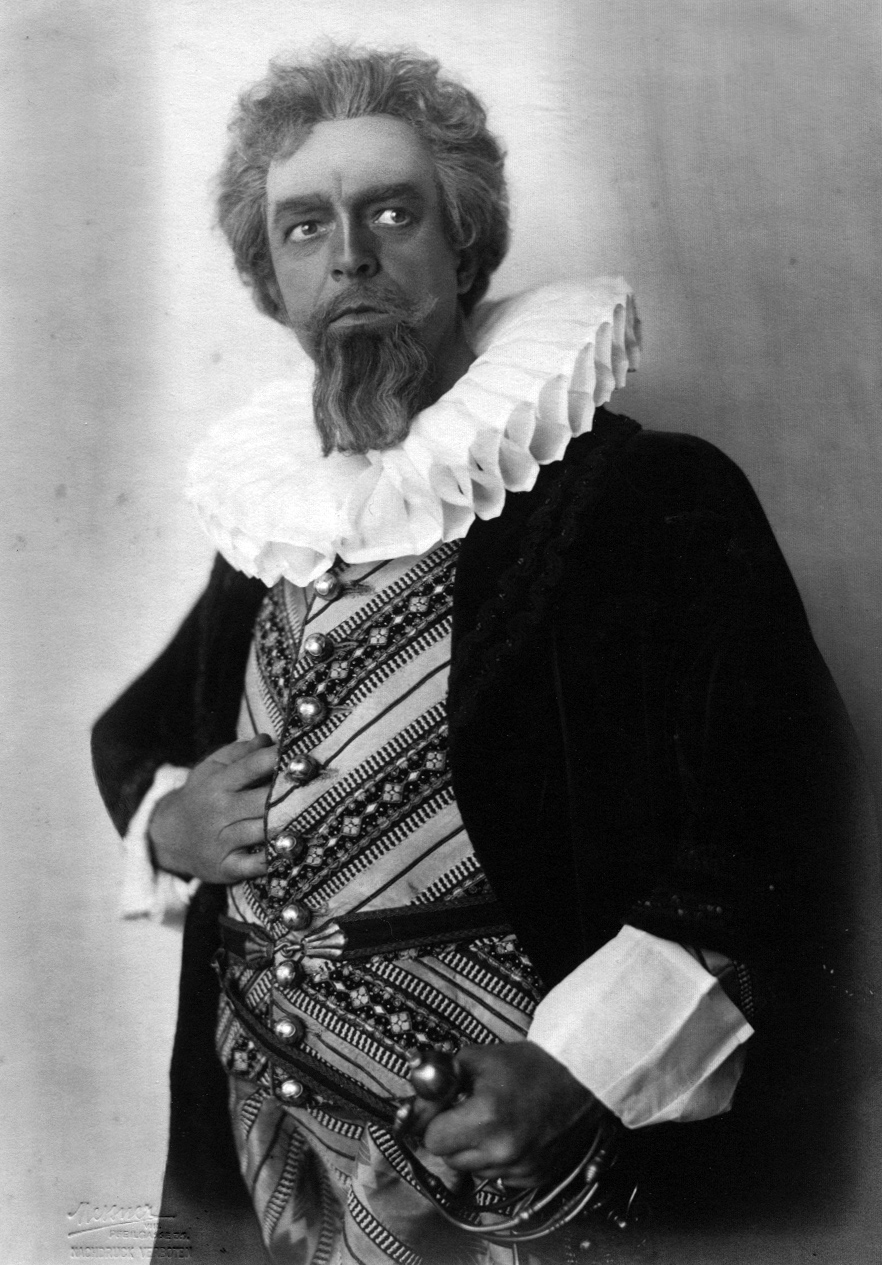
Als Zimmermannsgeselle in Zar und Zimmermann
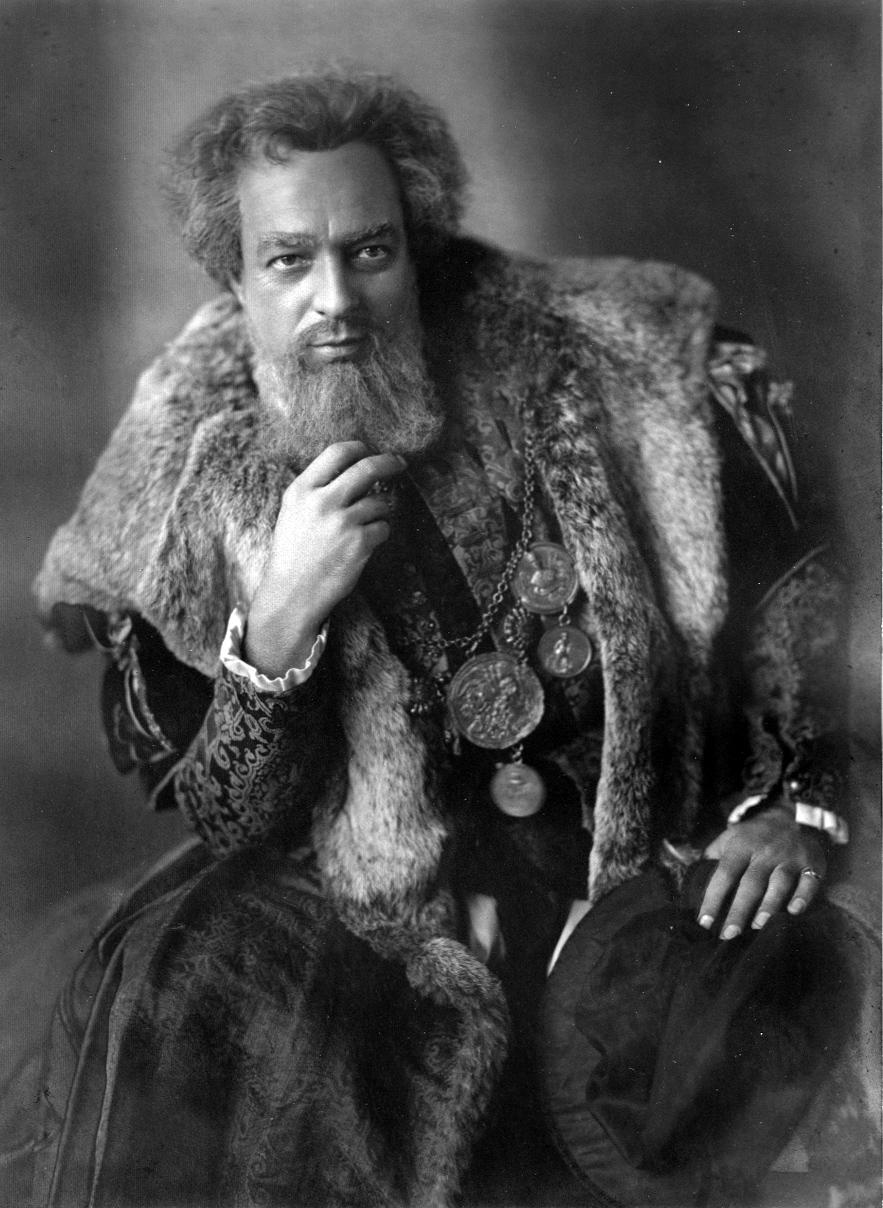
Als Zar Peter I. in Zar und Zimmermann
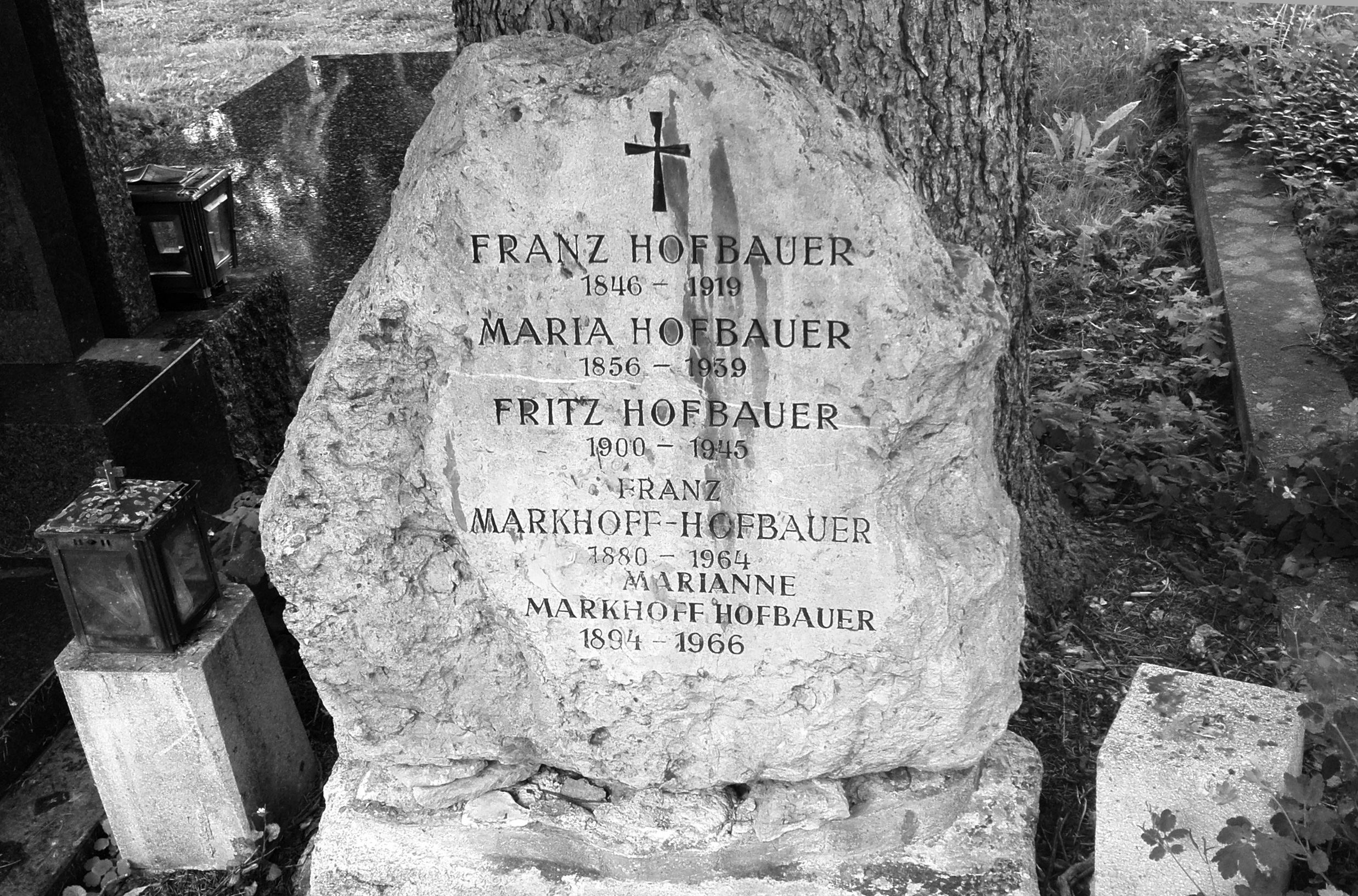
Grab (nicht mehr existent)